# جيف يونغ (لاعب اتحاد الرغبي)
جيف يونغ (بالإنجليزية: Jeff Young)‏ هو لاعب اتحاد الرغبي بريطاني، ولد في 16 سبتمبر 1942 في ويلز في المملكة المتحدة، وتوفي في 3 أكتوبر 2005 في هاروغيت في المملكة المتحدة بسبب مرض آلزهايمر.

## وصلات خارجية
- جيف يونغ عل موقع إسبنسكروم (الإنجليزية)